# Sechstagerennen von Aarhus
Das Sechstagerennen von Aarhus war ein Wettbewerb im Bahnradsport in der dänischen Stadt Aarhus. Das Sechstagerennen wurde im Februar 1954 zum ersten Mal veranstaltet und fand bis 1961 statt. Es hatte neun Ausgaben.

## Geschichte
Die Rennen wurden von der Firma „Aarhus Vinterbane“ organisiert und fanden in den Aarhus-Hallen auf einer 114,5 Meter langen Holzbahn statt, die jeweils für das Rennen eingebaut wurde. Die Bahn wurde vom deutschen Architekten Clemens Schürmann konstruiert. Es war die kürzeste Winterbahn in Europa, die Kurven hatten eine Überhöhung von 53 Grad. Im ersten Jahr wurden zwei Rennen ausgetragen. Die Bahn befand sich im Privatbesitz eines Tischlers aus Aarhus, der das Material der Bahn später verkaufte.

## Palmarès
| Jahr     | Sieger                                |
| -------- | ------------------------------------- |
| 1954 (1) | Georges Senfftleben – Roger Godeau    |
| 1954 (2) | Alfred Strom – Sydney Patterson       |
| 1955     | Evan Klamer – Kay Werner Nielsen      |
| 1956     | Walter Bucher – Jean Roth             |
| 1957     | Oscar Plattner – Fritz Pfenninger     |
| 1958     | Palle Lykke – Kay Werner Nielsen      |
| 1959     | Knud Linge – Ferdinando Terruzzi      |
| 1960     | Rik Van Steenbergen – Emile Severeyns |
| 1961     | Palle Lykke – Kay Werner Nielsen      |